# Thomas Merton Award
Der Thomas Merton Award ist ein Preis, der seit 1972 vom Thomas Merton Center verliehen wird. Die Friedensorganisation mit Sitz in Pittsburgh, Pennsylvania, hat die Auszeichnung nach dem christlichen Mystiker Thomas Merton benannt. Der Award wird an Persönlichkeiten verliehen, die sich für Soziale Gerechtigkeit einsetzen ("National and international individuals struggling for justice").

## Preisträger
- 1972: James Carroll
- 1973: Dorothy Day
- 1974: Dick Gregory
- 1975: Joan Baez
- 1976: Hélder Câmara
- 1977: Dick Hughes
- 1978: John Harris Burt und James Malone
- 1979: Helen Caldicott
- 1980: William W. Winpisinger
- 1981: Das Volk von Polen
- 1982: Raymond Hunthausen
- 1983: nicht vergeben
- 1984: Bernice Johnson Reagon
- 1985: Henri J. M. Nouwen
- 1986: Allan Boesak
- 1987: Miguel d’Escoto
- 1988: Daniel Berrigan
- 1989: Comrades of El Salvador und Elizabeth Linder
- 1990: Marian Wright Edelman
- 1991: Howard Zinn
- 1992: Molly Rush
- 1993: Lucius Walker
- 1994: Richard Rohr, OFM
- 1995: Marian Kramer
- 1996: Winona LaDuke
- 1997: Ron Chisolm
- 1998: Studs Terkel
- 1999: Wendell Berry
- 2000: Ron Dellums
- 2001: Joan Chittister
- 2002: Leontine T. C. Kelly
- 2003: Voices in the Wilderness
- 2004: Amy Goodman
- 2005: Roy Bourgeois
- 2006: Angela Davis
- 2007: Cindy Sheehan
- 2008: Malik Rahim
- 2009: Dennis Kucinich
- 2010: Noam Chomsky
- 2011: Vandana Shiva
- 2012: Medea Benjamin (40th Anniversary Peace and Justice Award)
- 2012: Martin Sheen
- 2013: Bill McKibben
- 2014: Jeremy Scahill[1]
- 2015: Barbara Lee
- 2016: Frida Berrigan
- 2017: Center for Constitutional Rights
- 2018: The ArchCity Defenders[2]
- 2019: Keeanga-Yamahtta Taylor